# Microhypsibiidae
Microhypsibiidae là một họ của gấu nước hay tardigrada trong lớp Eutardigrada.
Nó chứa các loài sau, trong hai chi.

## Chi và loài
- Fractonotus
  - Fractonotus caelatus (Marcus 1928)
- Microhypsibius
  - Microhypsibius bertolanii Kristensen, 1982
  - Microhypsibius japonicus Ito, 1991
  - Microhypsibius minimus Kristensen, 1982
  - Microhypsibius truncatus Thulin, 1928